# Trinity (test nucleare)

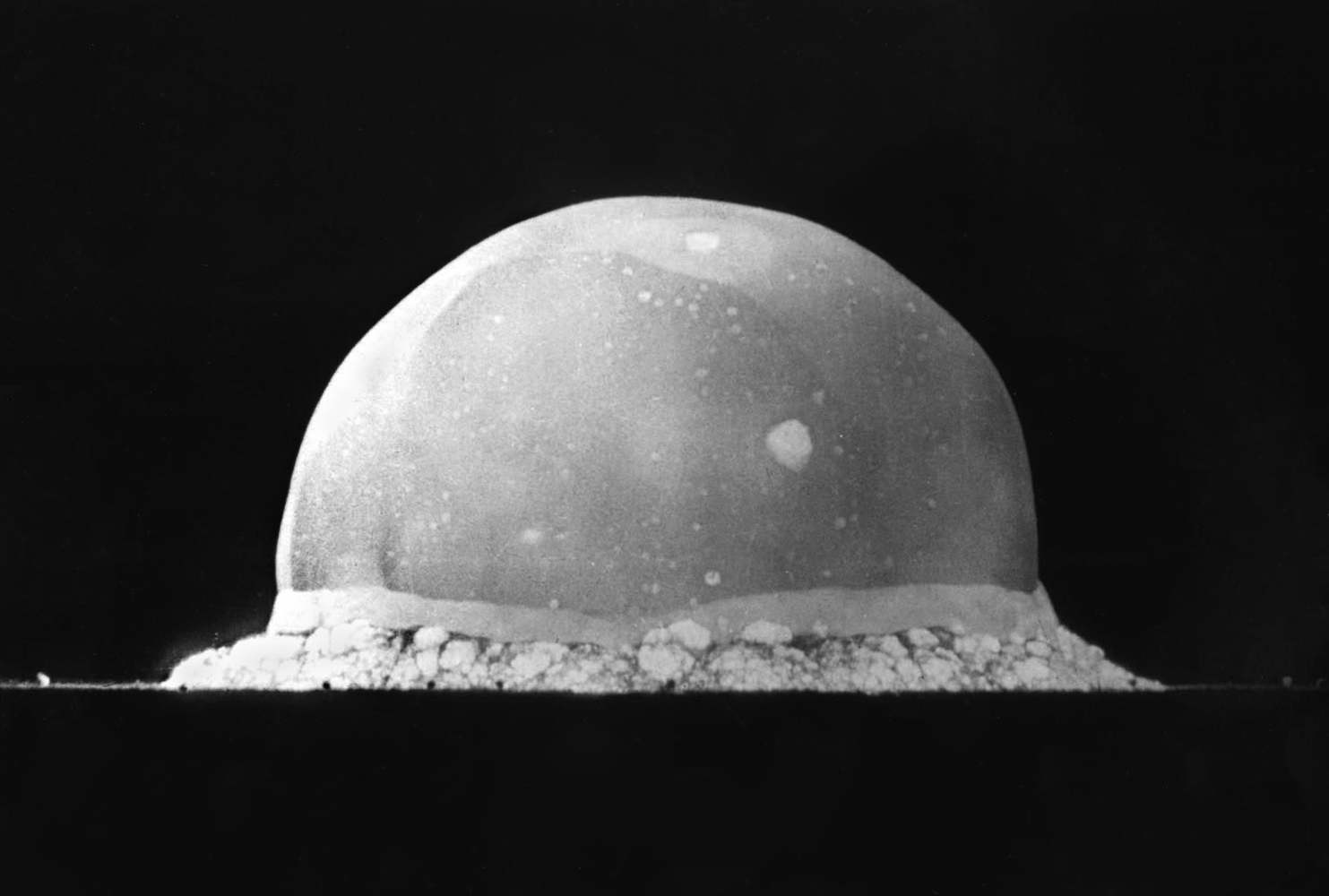
L'esplosione di The Gadget ritratta 16 millisecondi dopo il suo innesco. La "palla di fuoco" (fireball) è larga più o meno 200 metri.

Trinity fu il nome in codice della prima detonazione di un'arma nucleare della storia, condotta dall'Esercito degli Stati Uniti d'America come test nell'ambito del Progetto Manhattan.
Detto test venne effettuato alle 5:29:45 ora locale (UTC-7) di lunedì 16 luglio 1945 in un punto dell'allora poligono Alamogordo Bombing and Gunnery Range (oggi facente parte del poligono White Sands Missile Range) posto a circa 56 chilometri a sud-est di Socorro, deserto della Jornada del Muerto, Nuovo Messico, Stati Uniti d'America. Le uniche strutture originariamente esistenti nelle vicinanze erano quelle del McDonald Ranch, fabbricati che gli scienziati adoperavano come laboratorio per collaudare i componenti della bomba nonché come sede di assemblaggio della medesima. Non distante, era stato anche costruito un campo base in cui, nei giorni cruciali, convenirono 425 persone. Tutti gli edifici temporanei utilizzati per l'esperimento vennero rimossi poco dopo.
Il nome Trinity era stato assegnato da J. Robert Oppenheimer, ispirandosi alla poesia Holy Sonnet XIV scritta da John Donne.
La prova, pianificata e guidata da Kenneth Bainbridge, coinvolgeva una bomba atomica al plutonio (informalmente chiamata The Gadget) con un sistema di innesco a implosione, dello stesso tipo, dunque, di quella che sarebbe stata fatta deflagrare dalle forze armate statunitensi sulla città giapponese di Nagasaki il 9 agosto 1945. La complessità di questo genere di design aveva richiesto un grosso sforzo da parte del Los Alamos Laboratory - Project Y per riuscire a ultimarlo e i timori su un suo possibile malfunzionamento portarono alla decisione di prevedere una verifica controllata prima di arrivare all'impiego bellico.

Il filmato in time-lapse dell'esplosione di The Gadget.

Lo scoppio liberò un'energia di approssimativamente 25 chilotoni, corrispondenti a 100 terajoule. Il fisico Richard Feynman fu l'unico testimone diretto ad averlo visto a occhio nudo, con il solo vetro del parabrezza di un autocarro a proteggere la sua vista dal bagliore accecante (tutti gli altri osservatori presenti usarono a questo scopo delle apposite lenti protettive).
Il test Trinity è considerato il momento in cui "il genio delle armi nucleari è uscito dalla bottiglia", dando così inizio all'era atomica.